# マティルド (アルトワ女伯)

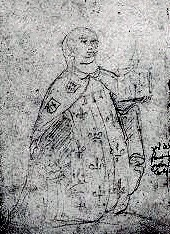
アルトワ女伯マティルド

マティルド・ダルトワ（Mathilde d'Artois; 1268年頃 -  1329年11月27日）は、マオー・ダルトワ（Mahaut d'Artois）とも称される。アルトワ伯ロベール2世と最初の妻アミシー・ド・クルトネーの第一子長女に当たる。ブルゴーニュ伯オトン4世妃であり、父の死去によりアルトワ女伯となった人物。
2人の娘、長女ジャンヌ、次女ブランシュを双方フランス王家に嫁がせフランス王フィリップ5世、シャルル4世の義母となった。

## 親族
マティルドの父ロベール2世はフランス王ルイ8世王子であった初代アルトワ伯ロベール1世とマティルド・ド・ブラバンの息子で、母アミシーは、コンシュ（英語版）卿ピエール・ド・クルトネーとペトロニーユ・ド・ジョワニーの娘に当たる。
マティルドには2人弟がおり、母の実家からコンシュ卿を継いだ長弟フィリップ・ダルトワはイングランド王ヘンリー3世の孫娘に当たるブランシュ・ド・ブルターニュと結婚した。
次弟ロベールは2歳程で夭折している。

## アルトワ女伯
1302年7月11日に金拍車の戦いで父ロベール2世が戦死した際、マティルドがアルトワ伯領を相続し女伯となった。
本来父の相続人であった長弟フィリップが既に1298年に戦死しており、アルトワ家の男系に当時幼少であったフィリップの長男ロベール3世・ダルトワがいたが、アルトワが慣習で男系相続より長子相続を重んじていたため、相続人には男子であるが、先代の孫にあたるロベール3世より、先代の嫡女であるマティルドが優先された。
この相続が後に伯母・甥間のアルトワ伯領相続における対立の原因となった。
ロベール3世は自分のアルトワ伯領相続権を主張したが、1309年10月9日にフランス王フィリップ4世によってマティルドに有利に決定され、マオーは1311年12月にフォンテーヌブローにてベテューヌ領を拝領した。
1314年、ロベール3世の支援を受けた小貴族達が反逆を起こしたが、マティルドがすべて鎮圧した。
甥ロベール3世はフランス王家に嫁がせたマティルドの娘達が後述の『ネールの塔事件』に巻き込まれた隙を突き、マティルドに仕えていた女官ベアトリス・ディルソンの叔父でアルトワの宰相を務めた故アラス司教ティエリー＝ラルシェール・ディルソン（英語版）の愛人ジャンヌ・ド・ディヴォン（英語版）とマティルドに恨みを抱く者同士で結託し、1317年10月9日「ロベール3世を後継者とする」というロベール2世の遺言状を偽造した。偽の遺言状を提出して王にロベール3世こそがアルトワ伯領の統治者であると訴え、マティルドからアルトワ伯領を奪おうとした。
しかし、結局遺言状の偽造は王家に看破され、マティルドは伯位没収を免れた。
この一件により関与したジャンヌ・ド・ディヴォンはパリの『豚の市場（Place aux Pourceaux, フランス語版）』にて火刑に処され、ロベール3世はフランス王家への謀反人と認定され、所領を没収され母方の親戚にあたるイングランド王家に亡命し、残された妻子はフランス王家に逮捕された。
マティルドは権威主義的な面から不評を買うこともあったが、領主としての手腕に優れた人物であった。領民には無尽蔵の寛大さを発揮し、生活困窮者や修道院・病院に多くの寄付を贈っていた。
また、芸術を庇護し、まるでそれを励みとするかのようにマティルドが写し取った貴重な数多くの写本が遺っている。

## 結婚と子女
マティルドは1291年6月9日に30歳程年上で当時50歳程であったブルゴーニュ伯オトン4世の2人目の妻として結婚した。
夫オトン4世は先代ブルゴーニュ伯ユーグ3世・ド・シャロンと妃アリックスの息子であり、母方を通じ、フランス王ルイ7世とアリエノール・ダキテーヌの来孫にあたる。マティルドと結婚する前は、前妻フィリッパ・ド・バルとの間に一人娘アリックスをもうけており、アリックスはブルゴーニュ公ロベール2世の夭折した長男ジャンと婚約していた。
オトン4世との死別後はブルゴーニュ伯位を末子の長男ロベールに相続させ、ロベールが若死した後は長女ジャンヌに相続させ、幼少の子女に代わり摂政としてブルゴーニュ伯領を統治した。
自分の娘2人をフランス王フィリィップ4世の次男・三男に嫁がせ、次男フィリップ王子と長女ジャンヌを、三男シャルル王子と次女ブランシュを各々結婚させたが、ブランシュが『ネールの塔事件』にて不貞により逮捕、ジャンヌも事件に加担していたとされ、ブランシュはガイヤール城、ジャンヌはドルダン城に幽閉された。
ジャンヌは夫フィリップとマオーの弁護により不貞の証拠不十分とされ釈放されたが、ブランシュは夫シャルルから幽閉を解かれず、後に王家の主張である近親婚が認められ、ブランシュは教会から婚姻の無効を宣言され、ポントワーズ近くのモビュイソン女子修道院に入れられ幽囚の身のまま死去した。
夫オトン4世との間に3子に恵まれた。
- ジャンヌ2世（1291年3月2日以前 - 1330年1月21日） - フランス王・ナバラ王フィリップ5世王妃。夫との間に男児には恵まれなかったが、3女に恵まれる。弟ロベールの若死により、相続人になりブルゴーニュ女伯となる。
- ブランシュ（1296年 - 1326年4月） - フランス王・ナバラ王シャルル4世王妃。ネールの塔事件にて逮捕後、幽閉先で夫が即位し王妃となるが、その直後に母マオーと夫シャルルが代母・代子に当たる近親婚であることが認められ、離婚により称号を剥奪された。
- ロベール（1300年 - 1317年9月21日または30日） - イングランド王のエドワード1世の十二女で末娘に当たる妃マーガレット・オブ・フランスとの王女エリナー（5歳程で夭折）と婚約していたが、結婚しなかった。

夫オトン4世は1303年3月17日または26日にムランで亡くなり、シャルリューに埋葬された。

## 死去
マティルドは1329年10月27日にパリで亡くなり、1328年3月24日に書いた遺言書により、サン＝トゥアン＝ロモヌのモビュイソン修道院(フランス語版)に埋葬された。

## 登場するフィクション作品
- モーリス・ドリュオン著の小説『呪われた王』シリーズにマティルドと女官ベアトリス・ディルソンが登場し、フランス王ルイ10世を毒殺する 。
- テレビドラマ、1972年版『呪われた王』ｰ エレーヌ・デュック
- テレビドラマ、2005年版『呪われた王』- ジャンヌ・モロー